# 世界智能产业博览会
世界智能产业博览会，2024年由天津市常年举办的世界智能大会和重庆市常年举办的中国国际智能产业博览会合并，由天津市人民政府与重庆市人民政府联合、轮流举办，2024年6月20日至23日在天津市津南区的国家会展中心（天津）首办。

## 历史
2017年起，天津市自开始每年举办世界智能大会。
2018年起，重庆市开始每年举办的中国国际智能产业博览会。
2024年，中国政府工作报告提出，压减一般性支出，包括论坛、展会、节庆等活动的财政支出。政府主导的展会受到控制，经国家商务部批准，天津市自2017年开始举办的世界智能大会和重庆市自2018年开始举办的中国国际智能产业博览会合并为世界智能产业博览会，2024年开始由天津市人民政府与重庆市人民政府联合、轮流举办。